# Dixonius dulayaphitakorum
Dixonius dulayaphitakorum — вид ящірок з родини геконових (Gekkonidae). Описаний у 2020 році.

## Назва
Вид названо на честь Сантісака та Буннеам Дулаяфітак, подружжя яке допомагало автору таксона у польових роботах.

## Поширення
Ендемік Таїланду. Виявлений у місті Ранонг на півдні країни.

## Опис
Дрібна ящірка, завдовжки до 4,7 см.